# Tetrao
Tetrao is een geslacht van vogels uit de familie van de fazantachtigen (Phasianidae).

## Soorten
Het geslacht kent de volgende soorten:
- Tetrao urogalloides – Rotsauerhoen
- Tetrao urogallus – Auerhoen